# ظيان زغبي
الظيان الزغبي (الاسم العلمي: Clematis lanuginosa)، هي كرمة مُزهرة من جنس الظيان. يستوطن في مقاطعة تشجيانغ في شرق الصين واكتشف لأول مرة بالقرب من نينغبو بواسطة جامع النباتات روبرت فورتون في عام 1850 الذي أرسل العينة إلى إنجلترا. لقد ضاعت زراعته في وقت الحرب العالمية الأولى وكان يُعتقد أنه انقرض ولكن أعيد اكتشافه في نفس المنطقة في عام 2008 وهو ينمو عفويًا. يوجد أيضًا في الولايات المتحدة الأمريكية.